# Günter Krenz
Günter Krenz (* 17. August 1926; † 15. März 2009) war ein deutscher Radiomoderator und Musikredakteur. Er war mehr als drei Jahrzehnte lang für den  WDR tätig.

## Leben
Günter Krenz wurde mit 15 Jahren Kinderstar im Berliner Rundfunk.
Krenz arbeitete schon 1948 für das Radio. Im Jahr 1954 ermöglichte er Chris Howland den Einstieg beim NWDR. Mit ihm zusammen entwickelte er Spielereien mit Schallplatten, eine beliebte UKW-Sendung, die sich bis 1966 hielt. Für den WDR, der 1956 aus dem NWDR hervorging, arbeitete er mit Unterbrechung mehr als 30 Jahre; fest angestellt war er von 1966 bis zu seiner Pensionierung Ende August 1991. Internationale Zusammenarbeit praktizierte er mit der Sendung Musik kennt keine Grenzen, die im WDR-Programm 32 Jahre lang lief. Spiel mir meine Melodie moderierte er bis Dezember 1985. Bekannt war zudem seine Sendung Pop-Report sonntags um 14:00 Uhr auf WDR 2, die ab 1985 auf WDR 4 lief. Vorläufer davon war die Sendung Schlager-Report, welcher er in den sechziger Jahren unter dem Pseudonym Platten-Jo moderierte.

## Ehrungen und Auszeichnungen
- Verdienstkreuz am Bande des Verdienstordens der Bundesrepublik Deutschland[2]